# Myōkō (miasto)
Myōkō (jap. 妙高市 Myōkō-shi) – miasto w Japonii w prefekturze Niigata, na wyspie Honsiu.

## Położenie
Miasto leży w południowej części prefektury. Miasto graniczy z:
- Jōetsu
- Kashiwazaki
- Tōkamachi
- Itoigawa
- Iiyama

## Historia
Miasto powstało z połączenia miasteczek Arai, Myōkōkōgen i wsi Myōkō 1 kwietnia 2005 roku.

## Transport

### Kolej
W mieście znajdują się cztery stacje kolejowe linii Głównej Shin'etsu (Shin'etsu-honsen) należącej do JR: Myōkōkōgen, Sekiyama, Nihongi, Arai oraz Kamiarai.

### Drogowy
Przez miasto przebiegają drogi:
- Autostrada Jōshin'etsu
- Drogi krajowe nr: 8, 292

## Miasta partnerskie
- Schruns, Austria
- Tschagguns, Austria
- Zermatt, Szwajcaria